# Møgelø
Møgelø er en ø i Julsø over for Himmelbjerget. Navnet Møgelø betyder "Store Ø", idet den med 28 tønder land er den største i søen. Mellem 1915 og 1942 har FDF i Silkeborg opkøbt i alt 24 tønder land på øen. Her ligger nu to FDF-hytter tilhørende den selvejende institution Juulsborg, Møgelø.